# 광개토태왕 (드라마)
《광개토태왕》(廣開土太王)은 2011년 6월 4일부터 2012년 4월 29일까지 방영된 KBS 1TV 대하드라마이다. 한국방송공사에서 기획한 삼국시대 영웅전의 두 번째 작품으로, 정립의 소설 《광개토대제》와 형민우의 만화 《태왕 북벌기》를 바탕으로 제작되었다.

## 등장 인물

### 주요 인물
- 이태곤 : 광개토태왕 담덕 역
- 김승수 : 고운 역
- 임호 : 모용보 역
- 박정철 : 아신 역
- 오지은 : 도영 역
- 이인혜 : 약연 역

### 고구려

#### 담덕의 사람들
- 김정현 : 돌비수 역
- 방형주 : 여석개 역
- 김명수 : 황회 역
- 홍경인 : 연살타 역
- 이원발 : 모두영 역
- 임대호 : 모두루 역
- 김철기 : 사갈현 역 (아역 : 김현우)
- 김정화 : 설지 역. 설도안의 여동생
- 강신조 : 갈사무 역
- 김영기 : 해모월 역
- 윤승원 : 하무지 역
- 백준 : 웅심 역
- 유태술 : 총명 역. 하무지의 수하
- 김동석 : 해부장 역
- 박경환 : 월부장 역
- 김세환 : 왕개 역. 하무지의 수하

#### 왕실
- 송용태 : 고국양왕 이련 역
- 이보희 : 고야 역. 담덕의 어머니
- 정태우 : 담망 역. 담덕의 형
- 조안 : 담주 역. 담덕의 여동생
- 김진태 : 고무 역
- 김천만[2] : 내관 역

#### 문신들(담덕파 중신)
- 남성진 : 고창 역
- 최상훈 : 이영 역
- 선동혁 : 계필 역
- 이우석 : 고진 역
- 이기열 : 을사록 역
- 박충선 : 계송 역

#### 문신들(개연수파 중신)
- 최동준 : 개연수 역. 고운과 도영의 아버지
- 오욱철 : 가라지 역
- 임병기 : 여소이 역
- 김재권 : 비발 역. 개연수의 수하
- 차기환 : 모수 역
- 김하균 : 가렴 역. 가라지의 동생
- 최동엽 : 주포 역
- 반석진 : 연도부 역. 연살타의 아버지

#### 무장들
- 강지후 : 소모 역
- 이주석 : 여문 역
- 고인범 : 마수 역
- 김철기 : 사갈웅 역 (1인 2역)
- 권혁호 : 강대 역
- 김미라 : 아랑 역. 담주의 호위무사
- 정은미 : 단비 역. 약연의 호위무사
- 미상 : 노사 역

#### 백성들
- 이달형 : 오장 역. 대장장이
- 김태형 : 댕이 역. 대장장이
- 故 한경선 : 홍매 역
- 이범규 : 달고 역
- 이대로 : 달이촌 촌장 역
- 故정후 : 꽃님이 역
- 한태일
- 김경응 : 송필 역. 고구려 유민촌 촌장
- 이영재 : 고구려 유민 역
- 장희진
- 오길주

### 후연
- 김동현 : 모용수 역
- 임호 : 모용보 역
- 조인표 : 모용희 역
- 주민준 : 모용주 역
- 정호근 : 풍발 역
- 강재일 : 모용교 역
- 박동빈 : 전평 역
- 김관기 : 표각 역
- 김덕현 : 거보 역
- 이충훈 : 마석 역
- 변우종 : 태기 역
- 이희성 : 호앙 역
- 김시원 : 양유 역
- 신동훈 : 위원 역
- 박유승 : 원봉 역
- 박승호 : 도광 역
- 유종근 : 무갑 역
- 진운성 : 운성 역

### 백제
- 박상규 : 진사왕 역
- 정재곤 : 부여홍 역
- 정의갑 : 진무 역
- 정동규 : 대요승 역
- 심우창 : 사마열 역
- 양재원 : 장공산 역
- 이계영 : 내신좌평 역
- 신원균 : 병관좌평 역
- 문혁 : 홍우 역

### 신라
- 조재완 : 실성 역

### 왜
- 최대철 : 소아천 역
- 이정성 : 닌토쿠 천황 역

### 북위
- 정병호 : 탁발유정 역
- 전헌태 : 탁발유기 역

### 말갈
- 한춘일 : 설개추 역
- 김규철 : 설도안 역
- 김주영 : 방초 역. 말갈의 책사
- 이장원 : 비적단 두령 역
- 최운교 : 하타 역
- 안홍진 : 포웅 역
- 김태우 : 길단 역

### 거란 → 비려
- 최일화 : 타다르 역
- 정희태 : 바타르 역
- 김경룡 : 구르친 역
- 이지현 : 구아리 역
- 고규필 : 카사르 역
- 송승용 : 아그반 역
- 이제관

## 시청률
최저 시청률과 최고 시청률은 시청률 조사회사와 지역별로 시청률에 차이가 있을 수 있습니다.

### 2011년 본 방송
| 2011년             | 2011년             | 2011년         | 2011년       | 2011년         | 2011년       |
| 회차               | 방송일             | TNmS 시청률    | TNmS 시청률  | AGB 시청률     | AGB 시청률   |
| 회차               | 방송일             | 대한민국(전국) | 서울(수도권) | 대한민국(전국) | 서울(수도권) |
| ------------------ | ------------------ | -------------- | ------------ | -------------- | ------------ |
| 제1회              | 6월 4일            | 11.5%          | 10.8%        | 10.9%          | 11.4%        |
| 제2회              | 6월 5일            | 11.5%          | 10.1%        | 11.8%          | 12.2%        |
| 제3회              | 6월 11일           | 11.5%          | 10.8%        | 11.0%          | 10.8%        |
| 제4회              | 6월 12일           | 12.5%          | 12.0%        | 13.6%          | 13.7%        |
| 제5회              | 6월 18일           | 13.1%          | 13.1%        | 12.4%          | 12.1%        |
| 제6회              | 6월 19일           | 12.5%          | 12.0%        | 12.7%          | 13.4%        |
| 제7회              | 6월 25일           | 13.3%          | 12.8%        | 12.0%          | 12.0%        |
| 제8회              | 6월 26일           | 15.2%          | 14.1%        | 14.1%          | 14.6%        |
| 제9회              | 7월 2일            | 15.0%          | 13.3%        | 12.4%          | 11.9%        |
| 제10회             | 7월 3일            | 15.6%          | 14.9%        | 14.9%          | 14.6%        |
| 제11회             | 7월 9일            | 17.3%          | 16.0%        | 15.9%          | 16.3%        |
| 제12회             | 7월 10일           | 16.6%          | 15.5%        | 17.4%          | 17.4%        |
| 제13회             | 7월 16일           | 14.8%          | 14.4%        | 16.1%          | 16.6%        |
| 제14회             | 7월 17일           | 15.6%          | 14.4%        | 17.2%          | 17.5%        |
| 제15회             | 7월 23일           | 16.5%          | 15.7%        | 16.9%          | 16.8%        |
| 제16회             | 7월 24일           | 18.2%          | 18.7%        | 18.5%          | 19.0%        |
| 제17회             | 7월 30일           | 16.9%          | 16.3%        | 15.2%          | 15.4%        |
| 제18회             | 7월 31일           | 18.8%          | 19.1%        | 16.9%          | 17.5%        |
| 제19회             | 8월 6일            | 15.3%          | 15.2%        | 16.3%          | 16.5%        |
| 제20회             | 8월 7일            | 16.8%          | 15.4%        | 16.8%          | 17.3%        |
| 제21회             | 8월 13일           | 16.2%          | 15.5%        | 16.4%          | 17.5%        |
| 제22회             | 8월 14일           | 16.3%          | 14.8%        | 16.3%          | 16.2%        |
| 제23회             | 8월 20일           | 16.9%          | 15.2%        | 16.4%          | 15.9%        |
| 제24회             | 8월 21일           | 17.3%          | 16.4%        | 18.3%          | 18.6%        |
| 제25회             | 8월 27일           | 15.0%          | 14.5%        | 17.2%          | 18.0%        |
| 제26회             | 8월 28일           | 17.2%          | 16.5%        | 18.4%          | 18.8%        |
| 제27회             | 9월 3일            | 16.8%          | 14.7%        | 18.9%          | 19.2%        |
| 제28회             | 9월 4일            | 20.0%          | 19.3%        | 20.4%          | 20.6%        |
| 제29회             | 9월 10일           | 17.7%          | 17.7%        | 16.5%          | 16.2%        |
| 제30회             | 9월 11일           | 15.1%          | 12.4%        | 15.2%          | 15.7%        |
| 제31회             | 9월 17일           | 17.2%          | 16.3%        | 19.2%          | 19.5%        |
| 제32회             | 9월 18일           | 18.5%          | 18.9%        | 20.0%          | 20.7%        |
| 제33회             | 9월 24일           | 17.2%          | 17.3%        | 17.4%          | 17.6%        |
| 제34회             | 9월 25일           | 17.9%          | 19.2%        | 17.7%          | 17.2%        |
| 제35회             | 10월 1일           | 16.2%          | 15.9%        | 16.4%          | 16.9%        |
| 제36회             | 10월 2일           | 17.3%          | 18.3%        | 16.7%          | 16.9%        |
| 제37회             | 10월 8일           | 16.8%          | 17.9%        | 16.9%          | 17.3%        |
| 제38회             | 10월 9일           | 19.5%          | 20.4%        | 18.9%          | 19.3%        |
| 제39회             | 10월 15일          | 17.6%          | 17.1%        | 17.8%          | 17.2%        |
| 제40회             | 10월 16일          | 17.9%          | 18.9%        | 18.2%          | 18.7%        |
| 제41회             | 10월 22일          | 18.1%          | 18.5%        | 17.3%          | 17.8%        |
| 제42회             | 10월 23일          | 19.4%          | 20.5%        | 19.6%          | 19.9%        |
| 제43회             | 10월 29일          | 19.4%          | 19.6%        | 18.7%          | 19.2%        |
| 제44회             | 10월 30일          | 20.1%          | 19.6%        | 20.3%          | 19.9%        |
| 제45회             | 11월 5일           | 22.0%          | 22.2%        | 20.9%          | 21.5%        |
| 제46회             | 11월 6일           | 22.2%          | 21.6%        | 19.9%          | 19.8%        |
| 제47회             | 11월 12일          | 17.5%          | 17.1%        | 19.1%          | 20.4%        |
| 제48회             | 11월 13일          | 19.4%          | 19.7%        | 19.7%          | 20.3%        |
| 제49회             | 11월 19일          | 18.5%          | 19.0%        | 18.5%          | 18.5%        |
| 제50회             | 11월 20일          | 18.4%          | 18.2%        | 18.0%          | 18.6%        |
| 제51회             | 11월 26일          | 18.7%          | 19.3%        | 18.3%          | 18.0%        |
| 제52회             | 11월 27일          | 17.0%          | 16.5%        | 17.1%          | 16.8%        |
| 제53회             | 12월 3일           | 17.3%          | 17.2%        | 17.8%          | 18.5%        |
| 제54회             | 12월 4일           | 16.5%          | 17.7%        | 18.6%          | 19.2%        |
| 제55회             | 12월 10일          | 16.2%          | 17.1%        | 17.7%          | 17.8%        |
| 제56회             | 12월 11일          | 17.3%          | 17.7%        | 17.8%          | 17.7%        |
| 제57회             | 12월 17일          | 16.7%          | 16.9%        | 17.7%          | 18.2%        |
| 제58회             | 12월 18일          | 17.6%          | 17.9%        | 18.4%          | 19.1%        |
| 2011년 시청률      | 2011년 시청률      | 16.8%          | 16.5%        | 16.9%          | 17.2%        |
| 2012년             |                    |                |              |                |              |
| 제59회             | 1월 7일            | 15.9%          | 15.8%        | 16.9%          | 16.7%        |
| 제60회             | 1월 8일            | 15.2%          | 15.6%        | 16.7%          | 16.4%        |
| 제61회             | 1월 14일           | 15.1%          | 16.1%        | 16.4%          | 16.1%        |
| 제62회             | 1월 15일           | 15.4%          | 17.1%        | 17.5%          | 17.6%        |
| 제63회             | 1월 21일           | 13.4%          | 14.2%        | 15.0%          | 14.3%        |
| 제64회             | 1월 22일           | 12.1%          | 10.9%        | 13.6%          | 13.1%        |
| 제65회             | 1월 28일           | 15.3%          | 15.8%        | 16.2%          | 16.4%        |
| 제66회             | 1월 29일           | 14.2%          | 14.8%        | 16.7%          | 16.6%        |
| 제67회             | 2월 4일            | 17.1%          | 17.1%        | 17.7%          | 17.3%        |
| 제68회             | 2월 5일            | 17.6%          | 18.5%        | 18.3%          | 18.4%        |
| 제69회             | 2월 11일           | 15.7%          | 15.7%        | 16.7%          | 16.2%        |
| 제70회             | 2월 12일           | 16.9%          | 15.9%        | 18.3%          | 18.4%        |
| 제71회             | 2월 18일           | 16.7%          | 16.9%        | 17.5%          | 17.4%        |
| 제72회             | 2월 19일           | 17.8%          | 17.4%        | 18.9%          | 19.0%        |
| 제73회             | 2월 25일           | 17.7%          | 17.3%        | 17.4%          | 16.9%        |
| 제74회             | 2월 26일           | 15.2%          | 14.9%        | 16.1%          | 15.5%        |
| 제75회             | 3월 3일            | 17.0%          | 15.8%        | 17.2%          | 17.0%        |
| 제76회             | 3월 4일            | 16.5%          | 15.8%        | 17.4%          | 17.1%        |
| 제77회             | 3월 10일           | 15.1%          | 15.2%        | 16.5%          | 16.0%        |
| 제78회             | 3월 11일           | 16.0%          | 15.1%        | 16.7%          | 16.0%        |
| 제79회             | 3월 17일           | 16.1%          | 15.1%        | 16.5%          | 15.7%        |
| 제80회             | 3월 18일           | 15.4%          | 14.5%        | 17.0%          | 16.6%        |
| 제81회             | 3월 24일           | 15.9%          | 14.8%        | 16.5%          | 16.1%        |
| 제82회             | 3월 25일           | 15.8%          | 15.5%        | 17.4%          | 17.6%        |
| 제83회             | 3월 31일           | 14.9%          | 13.9%        | 15.4%          | 15.3%        |
| 제84회             | 4월 1일            | 16.2%          | 16.2%        | 15.8%          | 15.0%        |
| 제85회             | 4월 7일            | 16.3%          | 16.0%        | 15.8%          | 15.5%        |
| 제86회             | 4월 8일            | 14.4%          | 12.8%        | 16.2%          | 16.3%        |
| 제87회             | 4월 14일           | 15.8%          | 15.3%        | 15.8%          | 16.0%        |
| 제88회             | 4월 15일           | 16.7%          | 16.2%        | 17.1%          | 16.3%        |
| 제89회             | 4월 21일           | 17.0%          | 17.7%        | 15.6%          | 14.7%        |
| 제90회             | 4월 22일           | 16.2%          | 16.2%        | 16.4%          | 16.0%        |
| 제91회             | 4월 28일           | 16.6%          | 16.0%        | 16.5%          | 16.1%        |
| 제92회             | 4월 29일           | 17.4%          | 17.5%        | 17.0%          | 16.7%        |
| 2012년 평균 시청률 | 2012년 평균 시청률 | 15.9%          | 15.7%        | 16.7%          | 16.4%        |
| 전체평균 시청률    | 전체평균 시청률    | 16.5%          | 16.2%        | 16.8%          | 16.9%        |

## 결방 및 연장
- 2011년 12월 24일 : 《KBS 특별기획》 - 〈김정일〉 편성으로 인해 결방[5]
- 2011년 12월 25일 : 《TV 50년 - 국민과 함께 드라마 50년》 편성으로 인해 결방[5].
- 2011년 12월 31일 : 《KBS 감동대상》 편성으로 인해 결방
- 2012년 1월 1일 : 신년특집 《2012 하나되는 대한민국》 편성으로 인해 결방
- 당초 80부작으로 기획되었으나 100부작으로 연장되었다가[6], 92부작으로 종영하였다.[7]

## 수상 경력
- 2011년 KBS 연기대상
  - 우수 연기상 : 이태곤
- 2011년 제19회 대한민국문화연예대상 드라마부문 대상 이태곤

## 역사와 다른 점
- 실제 역사적 사실과는 달리, 허구적인 상상력을 바탕으로 매우 상반되게 제작되어 수많은 논란을 낳았다.[8][9][10]
- 담덕의 어린 시절은 모두 작가의 창작이다.
- 극에서 등장하는 고구려 주요 인물들의 갑주를 중국식 명광개로 묘사하여 고구려 갑주에 대한 고증 논란이 빈번했다.
- 「마마」라는 호칭은 원 간섭기 이후에 쓰인 것으로 전해진다. 드라마의 시대적 배경은 원 간섭기보다 훨씬 앞선 시대인데도 그러한 호칭을 사용하는 것은 잘못된 것이다.
- 고구려왕의 칭호 「태왕」은 그 이전의 왕인 고국원왕 시기에도 쓰였던 기록이 있다. 그러나 드라마 상에서는 이런 기록을 무시한 채 광개토왕이 「태왕」이라는 칭호를 처음 사용했던 것처럼 왜곡한다.
- 등장하는 국가의 명칭을 등장인물들이 직접 북위, 후연 등으로 부른다. 이들 국가의 정식 명칭은 위, 연 등으로 접두사는 후대에 붙은 것이므로 작중 등장해서는 안된다.
- 고운의 아버지가 전연에 의해 끌려간 고구려 귀족이라는 기록이 있으나 드라마에서는 이를 무시하고 고구려 최고 관직의 자리에 앉아 있는 국상 개연수의 아들로 등장시킨다.
- 국상이라는 고구려 관직은 미천왕 시대를 거쳐오면서 고구려의 왕권이 강해지자 대대로로 바뀌었는데 드라마에서는 이를 무시하고 국상 관직을 고국양왕과 광개토왕 시기 모두 등장시킨다.
- 담덕은 고국양왕의 장자이며, 13세에 태자가 되었다고 기록되어 있다. 따라서 극중 담망 왕자와의 대립은 사실이 아니다.
- 1회부터 5회까지의 390년 후연의 35만 대군의 침공은 실제 역사에 존재하지 않는 가상의 전쟁이나, 실제 고구려가 385년 후연과 요동의 패권을 두고 전쟁을 벌인 것은 사실이다.
- 11회부터 12회까지의 390년 말갈의 침공, 27회부터 30회까지의 391년 거란의 침공은 실제 역사에 존재하지 않는 가상의 전쟁이다. 단, 거란의 침입은 378년에 있었다.
- 고국양왕은 후연을 공략하여 요동 쟁탈전을 벌이고 남쪽으로 백제도 공벌하면서 강력한 왕권을 구축한 적극적인 왕이나, 극에서는 나약한 군주로 등장한다.
- 391년 개연수의 모반 사건은 사실이 아니다.
- 삼국사기에는 고국양왕이 죽고 난 후 담덕이 즉위하였다고 기록되어 있으나 드라마 상으로는 왕이 양위한 것으로 나온다.
- 후연의 제3대 황제 모용성이 등장하지 않고 제2대 황제 모용보 사후 바로 제4대 황제 모용희로 후연의 황위가 계승된다.
- 극중 인물인 이영이 후연 측 인물을 이용하여 담덕 암살을 시도한 척했다는 사실은 없다.
- 삼국사기에 따르면 백제의 진무는 398년 병관좌평에 임명되었다는 기록이 있으나 드라마 상으로는 조금 이른 396년 하차한다.
- 후연 황제 모용수는 북위와의 전쟁 중 병사했다는 것이 실록이지만 극에서는 모용희의 독주를 먹고 사망하는 것으로 나온다.
- 극중 모용보는 모용희에 의해 제거되나 실록에서는 난한에 의해 제거된다.
- 담덕이 모용수의 조문을 갔다는 기록은 없으며, 더구나 일국의 왕이 몸소 타국에 조문을 가는 것은 국제법상으로도 비상식적 · 비합법적이다.
- 북위, 후연, 고구려의 동맹은 사실이 아니다.
- 고구려가 후연을 멸망시킨 것은 사실이 아니다.
- 후연은 후대 사학자들이 이전의 연나라와 구분하기 위해 만든 이름으로 실제 호칭은 「연」이 맞다.
- 담덕에 의해 고운(모용운)이 옹립되었다는 것은 사실이 아니다. 실제로 모용운은 중위장군 풍발에 의해 옹립되었고 이후 담덕에게 재옹립되고나 하는 일은 없었다.
- 북위와 후연의 동맹은 존재하지 않았다.
- 광개토왕의 395년 패려 정벌에 후연을 개입시킨 것과, 패려 정벌을 고구려, 패려, 말갈, 후연이 충돌한 국제전으로 묘사한 것은 매우 지나친 역사 왜곡이다. 극중 원정에서 광개토왕은 패려 땅의 6부락 700영을 함락시키는 장면은 전혀 없이 후연군과의 접전만 치루었고, 실제 작전의 주 대상인 패려군은 부수적인 존재로 전락하고 말았다.
- 관미성을 점령한 후 다시 백제에게 빼앗겼다는 기록은 존재하지 않는다. 백제는 393년 이후로 관미성을 공격하지 못했다. 71회 내레이션 중 “(전략) 위례성의 서쪽을 공격하게 하고, 동시에 관미성을 치는 것으로 위장했던 고구려군을 되돌려 (후략)”라는 내용은 기록에 없는 잘못된 설명이다. 69회부터 72회까지 방영한 것은 396년 백제 원정인데, 원정 직전에 백제가 먼저 도발했다는 것도 사실이 아니며, 수륙 삼면으로 협공했다는 기록도 존재하지 않는다. 또, 광개토왕이 수군을 이끌고 58개 성을 점령하는 장면은 전혀 없이, 기록에도 없는 아신왕과의 전략싸움이나 해전만을 그렸다. 게다가 극중에서 아신왕의 재차 항복은 실제로 없었다.
- 광개토왕이 왜의 본토를 직접 정벌했다는 기록은 조작된
- 위서인
- 환단고기에만 나온다. 더구나 369년 백제 · 왜 연합군의 남한 정벌 작전 이후 왜는 백제의 도움으로 전라남도에 대규모의 병력을 주둔시켰다가 광개토왕의 남진으로 그 주둔군이 축출되었는데, 극중에서는 이러한 사실이 전혀 묘사되지 않았다.
- 극중 내레이션의 자료 화면이 장수왕이나 문자명왕 시기의 영토로 등장한다.
- 극에서는 후연이 고구려의 주적으로 설정되어, 후연과의 전쟁이 지나치게 부각되고 기록에 있지도 않은 가상 전쟁도 자주 등장한다.
- 거란-말갈-고구려-백제-신라의 5개국의 동맹은 실제로 존재하지 않았다. 단, 고구려와 거란의 동맹은 삼국사기 고구려 본기 406년 기사로 보아 실제 있었던 것으로 보인다.

## 참고 사항
- 기획 단계에서, 당초 제목은 《광개토대왕》이었다.[11]
- 최수종이 남자 주인공으로 낙점되었으나[12] 불발되었다.
- 극 중 아신왕 역을 맡았던 박정철이 해당 드라마를 통해 친정인 KBS 복귀[13]를 했다.
- 최종환이 고국양왕 역에 캐스팅 되었으나 MBC 특별기획드라마 계백 중복 캐스팅으로 하차, 최종환 대신 송용태가 교체 출연하였다.
- 장신영이 연화 역에 캐스팅되었으나 개인 일정 문제로 하차, 장신영 대신 오지은이 도영 역에 교체 출연하였다[14].
- 이태곤이 촬영중 낙마 사고로 발목 인대 부상을 입었다[15].
- 역사를 소재로 하고 있음에도 드라마의 전개 내용이 정사와는 상반되게 제작되어 논란을 낳았고, 진부한 극 전개로 인한 작품성 시비도 꾸준히 제기되었다[16].
- 방영 도중 메인작가가 조명주에서 장기창으로 전격 교체되었고[17], 최진영이 새로이 보조작가로 들어왔다가 59회분부터 김주로 교체되었다.
- 이민우가 하무지 역에 캐스팅되었으나 허리디스크로 하차[18], 이민우 대신 윤승원이 교체 출연하였다.
- 돌비수 역의 김정현은 30화를 마지막으로 출연이 중단. 이와 관련하여 제작진과의 불화로 인하여 퇴출되었다는 루머가 퍼져 홈페이지에 돌비수의 행방을 묻는 시청자들의 문의가 빗발치기도 하였다. 이에 대한 배우 측과 제작진의 정식 해명은 없는 상태이며, 결국 극중에서 거란에 의해 죽은 것으로 처리되었다.
- 당초 80부작으로 기획되었으나 100부작으로 연장되었다가[6], 92부작으로 종영하였다.[7]
- 2012년도 KBS 드라마 예산이 삭감되면서 극 후반부 들어 주요 출연진들이 다수 하차하는 등 제작에 난항을 겪었다.
- 극 중 전투 장면에서 이전의 대하드라마 대조영과 천추태후의 장면을 재사용[19]하고, 극 후반부에서 인물들이 갑작스럽게 실종[20]되는 등 제작비로 인한 제작의 어려움도 겪었다.

## 경쟁 프로그램
| - 내 마음이 들리니 - 애정만만세 - 신들의 만찬 (이상 MBC TV.) - 신기생뎐 | - 여인의 향기 - 폼나게 살거야 - 바보엄마 (이상 SBS.) - 인수대비 (JTBC TV) |

## 같이 보기
- 광개토대왕릉비